# Ofiary z ludzi

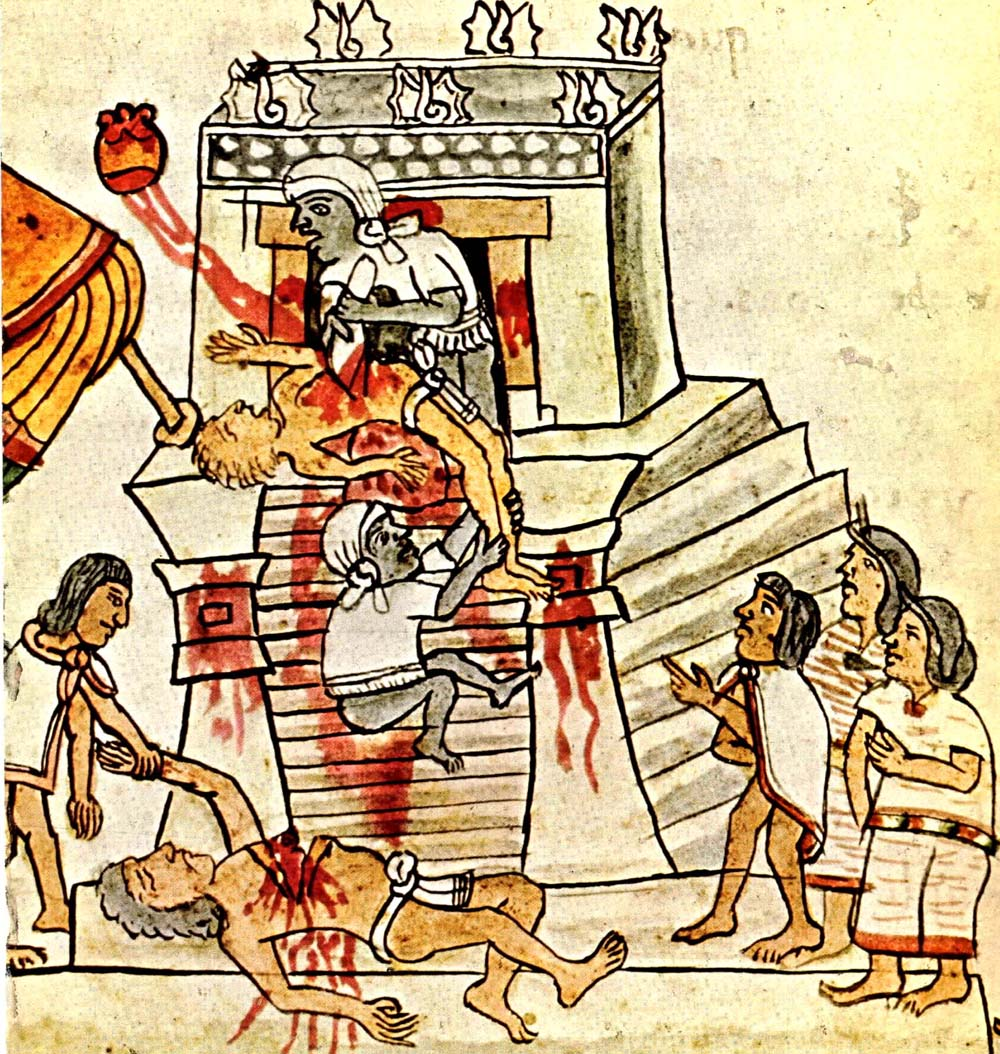
Azteckie ofiary z ludzi, Kodeks Mendoza

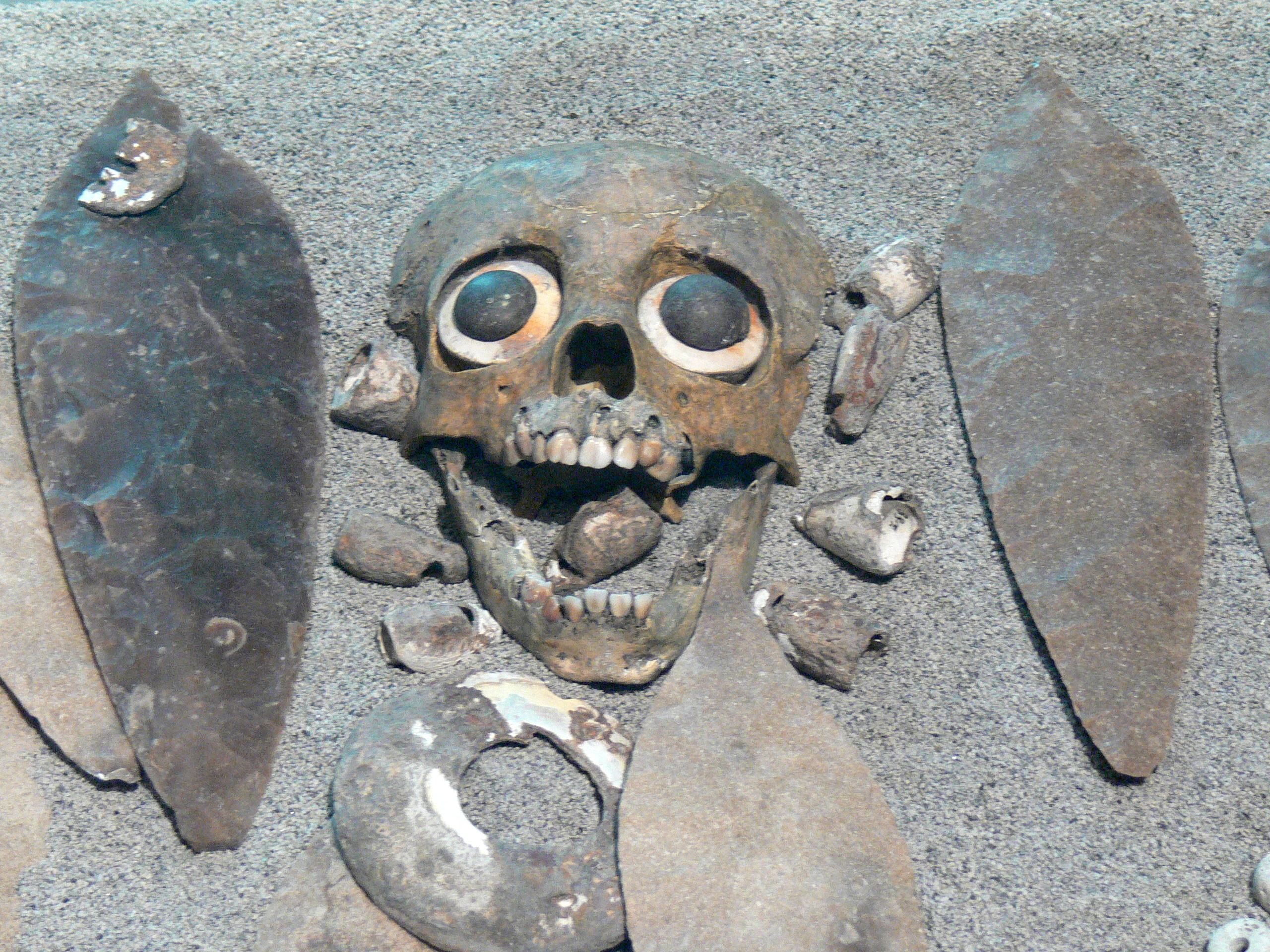
Pochówek dziecka złożonego w ofierze, Muzeum Antropologiczne w Meksyku

Ofiary z ludzi – praktyki religijne poświadczone w różnych epokach i różnych częściach świata, polegające na zabiciu człowieka w ofierze bóstwu. Były związane z istniejącym w danej kulturze systemem wierzeń lub z lękiem przed konkretnym grożącym kataklizmem. Niekiedy ofiary z ludzi były połączone z rytualnym kanibalizmem.
W niektórych kulturach ślady dawnych rytuałów tego typu pozostały jedynie w postaci pewnych idei teologicznych, np. stworzenie świata z rozczłonkowanego ciała "pierwszego człowieka", opisane w wedyjskim tekście Puruszasukta.
Z czasów nowożytnych dość dobrze udokumentowane są ofiary z ludzi dokonywane w kulturach Mezoameryki, zwłaszcza istotne w kulturze Azteków, gdzie jednocześnie zabijano tysiące jeńców, pojmanych w specjalnie w tym celu toczonych tzw. kwietnych wojnach.